# Оводник колінчастий
Оводник колінчастий (Aegilops geniculata) — вид рослин родини тонконогові (Poaceae).

## Опис
Однорічна трав'яниста рослина. Стебла 15–40 см. Колоски спочатку зеленуватого кольору, як правило, розміром менше 3 см. Запилення здійснюється виключно за рахунок вітру. Цвіте і плодоносить з квітня по червень (липень). Плоди зернівки, колір жовтий, коли дозріли.

## Поширення
Північна Африка: Алжир; [пн.] Єгипет [пн.]; Лівія [пн.]; Марокко; Туніс. Західна Азія: Кіпр; Ірак; Ізраїль; Йорданія; Ліван; Сирія; Туреччина. Кавказ: Азербайджан; Грузія. Європа: Угорщина; Швейцарія; Україна — Крим; Албанія; Боснія і Герцеговина; Болгарія; Хорватія; Греція [вкл. Крит]; Італія [вкл. Сардинія, Сицилія]; Македонія; Мальта; Чорногорія; Румунія; Сербія; Словенія; Франція [вкл. Корсика]; Португалія; Гібралтар; Іспанія [вкл. Балеарські острови, Канарські острови]. Натуралізації в деяких інших країнах Європи та в Каліфорнії. Населяє необроблювані поля й узбіччя доріг; сухі й сонячні землі.
В Україні вид зростає на відкритих сухих схилах, засмічених місцях, уздовж доріг і стежок — у південному Криму, переважно в зх. ч., зрідка; у Кримському передгір'ї відомо біля Севастополя і Сімферополя.

## Галерея

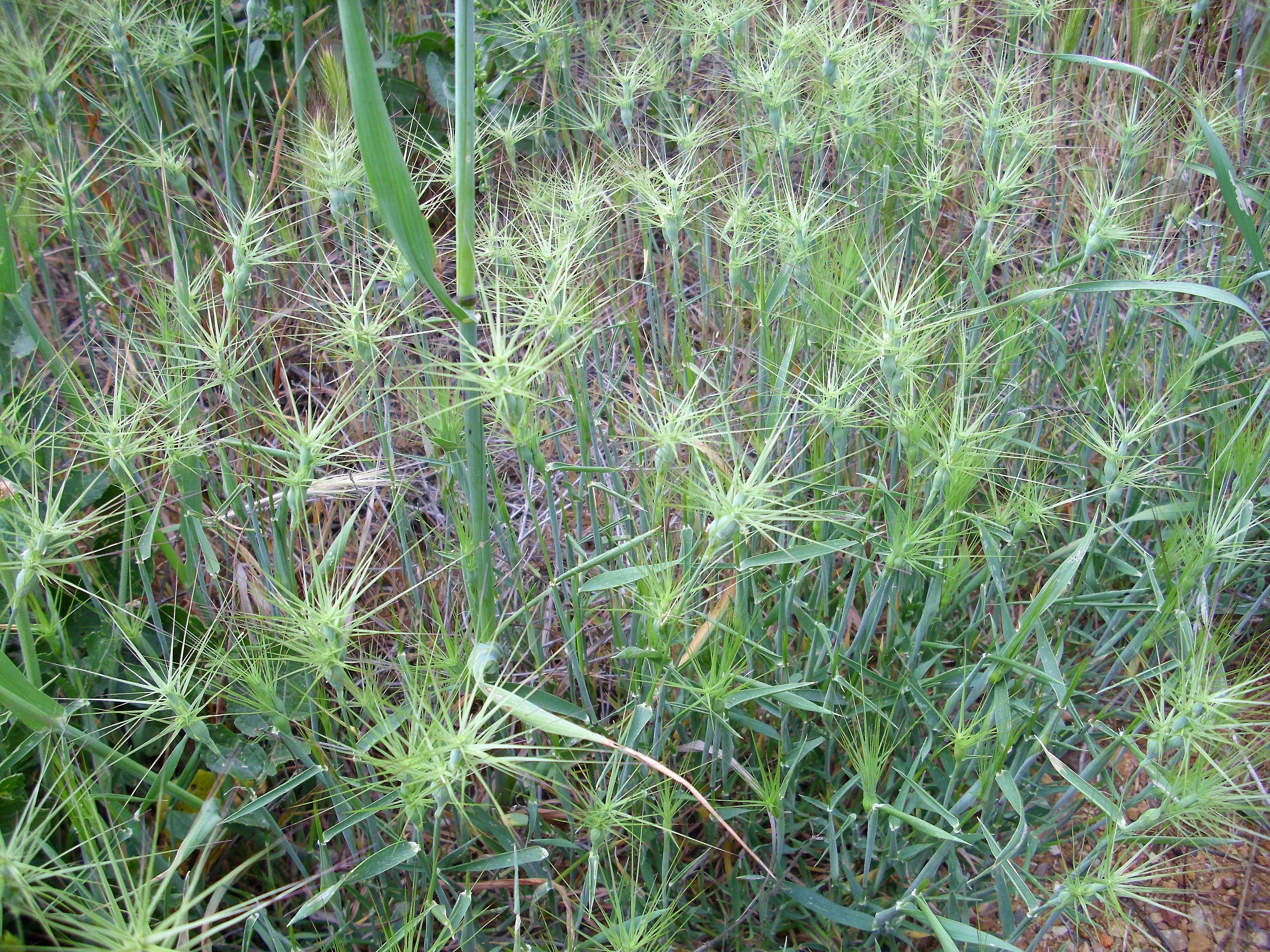
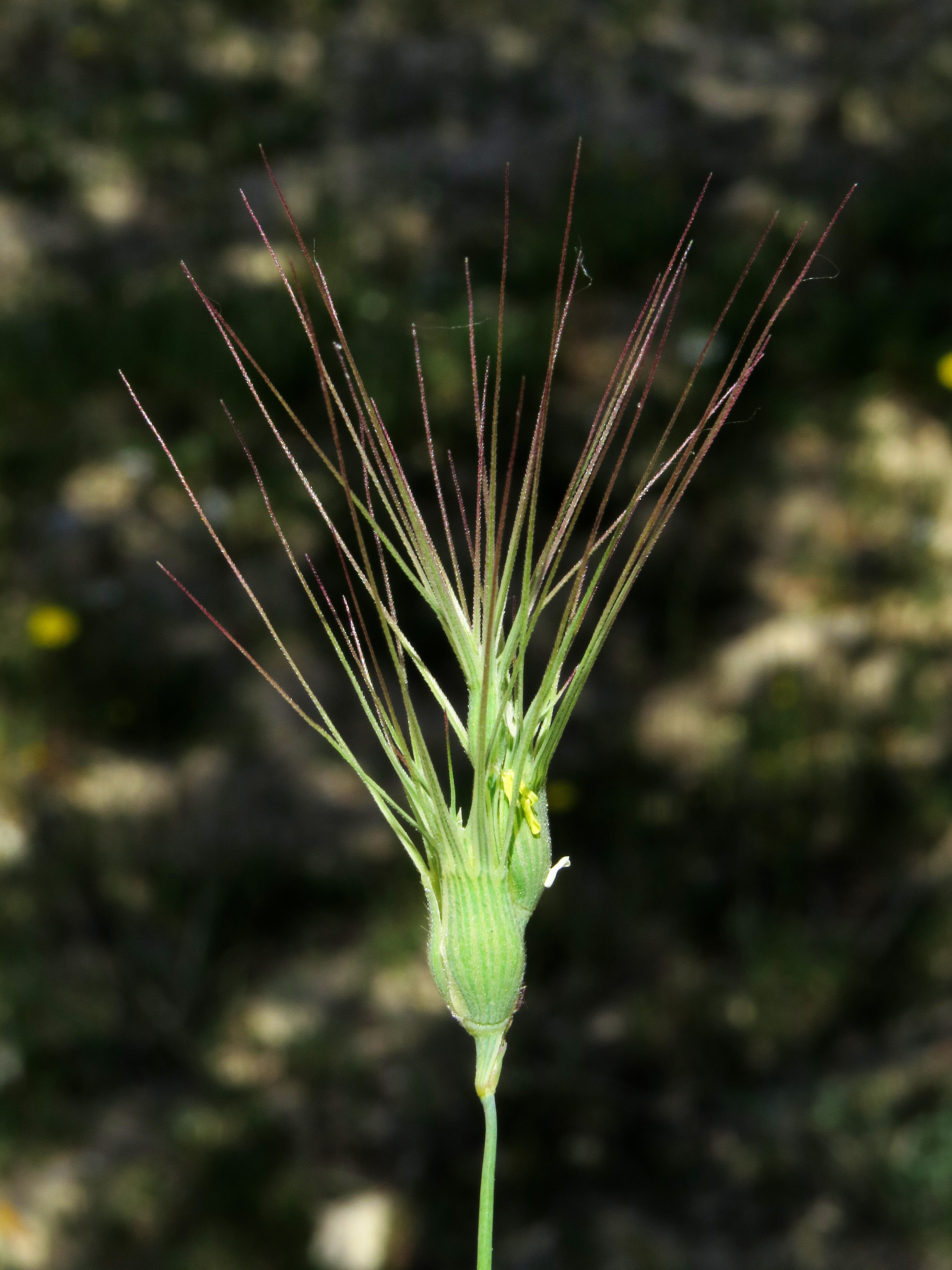
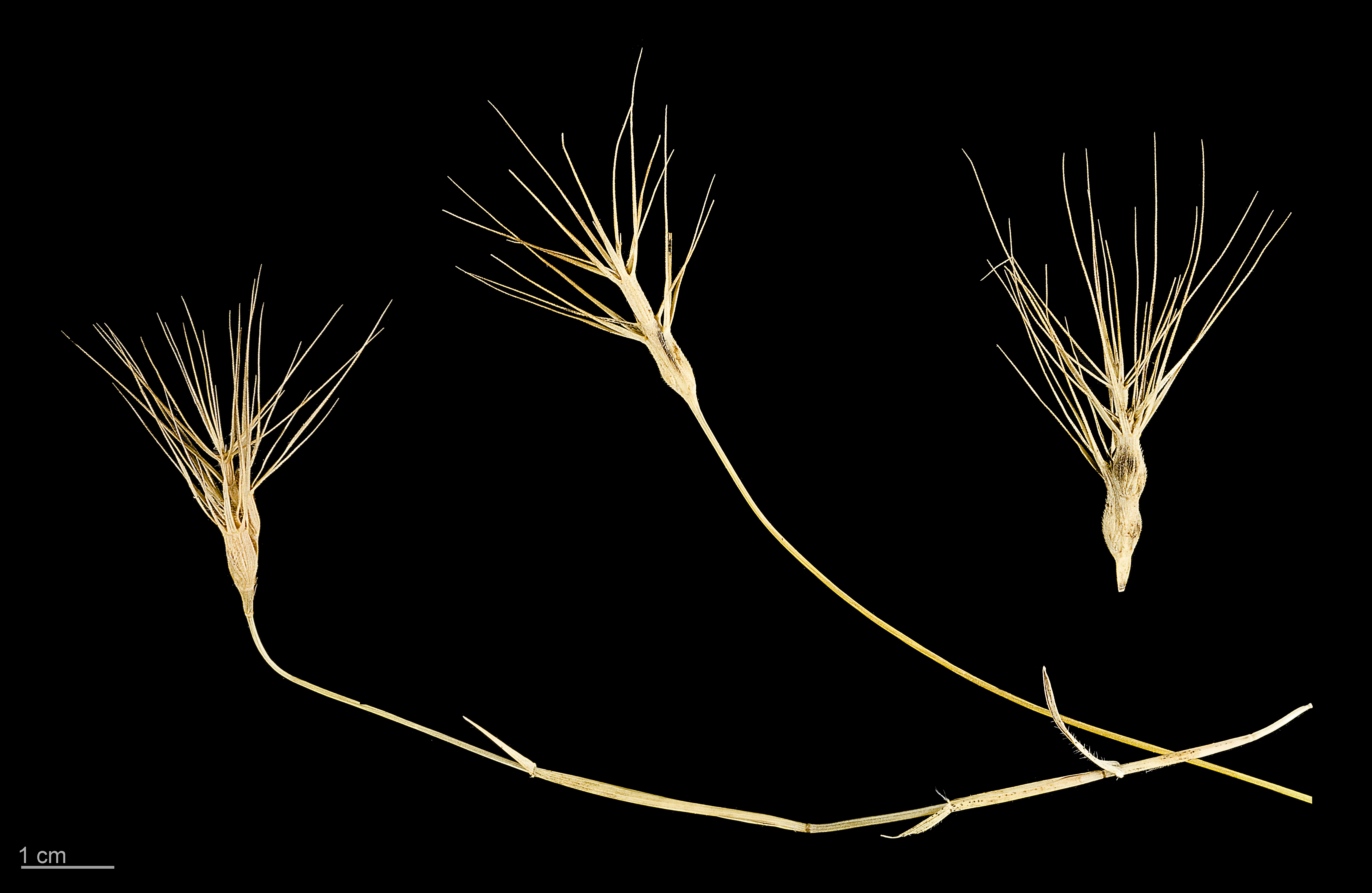